# Siloxane

Décaméthylcyclopentasiloxane, un siloxane cyclique.

Les siloxanes sont une classe de composés du silicium (organosilicones) dont la formule empirique est R2SiO, où R est un groupe radical qui peut être organique. Des exemples représentatifs sont [SiO(CH3)2]n (diméthylsiloxane) et [SiO(C6H5)2]n (diphénylsiloxane), où n est typiquement supérieur à 4. Ces composés peuvent être des hybrides organiques et inorganiques. Les chaînes organiques confèrent au composé des propriétés hydrophobes alors que la chaîne principale -Si-O-Si-O- est purement inorganique. Ils sont essentiellement anthropiques (synthétisés par l'industrie).
Le mot siloxane est dérivé de Silicium, Oxygène et alcane.
Les siloxanes polymérisés (polysiloxanes) sont appelés silicones,.
Des siloxanes peuvent notamment être trouvés dans l'environnement domestique, dont dans des cosmétiques, des déodorants, des enduits hydrophobes pour pare-brise, des peintures et certains savons et divers polymères. Certains siloxanes sont toxiques. Ils sont de plus en plus utilisés par les industries pharmaceutique, médicale, cosmétique et alimentaire.
À la fin du XXe siècle, on en produisait industriellement environ deux millions de tonnes par an, mais la production tend depuis à augmenter (+5 %/an) selon le Centre européen des silicones (CES), ce qui est source de préoccupations pour l'environnement et la santé.

## Histoire et utilisations
Ces composés ont été découverts par Frederick S. Kipping au début du XXe siècle.
Une catégorie de siloxanes (siloxanes méthyliques volatils) sont très utilisés pour produire des polymères à base de silicone ; pour leurs propriétés physico-chimiques dont :
- faible densité, masses molaires rapidement importantes ;
- points d'ébullition assez élevés ;
- faible solubilité dans l'eau ;
- faible viscosité ;
- haute compressibilité ;
- bonne stabilité thermique, peu oxydable ;
- très faible toxicité, bien qu'avec le temps certains siloxanes se sont montrés toxiques et écotoxiques[4].

Le siloxane est massivement utilisé dans l'industrie cosmétique (rouge à lèvres, conditionneurs et shampooings, déodorants, etc.).
Une application récente du Siloxane D5 (2001) a été trouvée dans le nettoyage à sec des textiles en remplacement du perchloroéthylène. Ce procédé est très répandu aux États-Unis et au Royaume-Uni. Il devient de plus en plus courant en Europe continentale dont la France, afin de promouvoir l'usage de procédés écologiques et respectueux de la santé humaine.
L'évolution de la littérature scientifique de 1944 à 2017 montre un intérêt accru pour les siloxanes de la part de la recherche, en tant que produit, mais aussi en termes d'évaluation environnementale (recherche de ce produit dans divers échantillons biologiques et environnementaux), de progressive prise de conscience de leur omniprésence dans notre environnement et de possibles problèmes en termes toxicologiques et écotoxicologiques.

## Santé
Le cyclotétrasiloxane D4 (notamment présent dans le cyclométhicone) est classé comme perturbateur endocrinien et possiblement toxique pour la reproduction (induit une baisse de fertilité) par l'Union européenne.
Le polydiméthylsiloxane (PDMS) contient des quantités résiduelles de D4. Le diméthicone appartient à la catégorie PDMS.

## Environnement
De plus en plus utilisés par l'industrie et donc retrouvés dans les déchets (industriels, banals, ménagers) certains siloxanes sont persistants dans l'environnement (sols, sédiments…). Faiblement biodégradables (non dégradés par le processus de boue activée des stations d'épuration), ils tendent à s'accumuler dans certains tissus biologiques, dans les résidus de boues d'épuration et dans les sédiments,. Ce sont des contaminants qui posent problèmes dans le processus de méthanisation :

Le processus de digestion anaérobie des boues (fermentation mésophile à plus de 40 °C) volatilise les siloxanes qui contaminent alors le biogaz. La recherche travaille activement à des moyens de débarrasser le biogaz des siloxanes,, ou à débarrasser les biodéchets ou bioressources méthanisables en amont de ces produits, par exemple par peroxidation.

### Siloxanes et méthanisation
S'ils sont présents, même à très faibles doses dans une décharge d'ordures ménagères (ISDND…), ou dans un autre gisement de matière organique utilisé pour produire du méthane, les siloxanes se solubilisent dans le biogaz avec des  conséquences délétères sur les installations qui brûleront ce biogaz : le silicium est en effet libéré au moment de la combustion ; il se combine alors notamment avec de l'oxygène pour produire des silicates. Ces derniers cristallisent dans les moteurs,, conduites, échangeurs thermiques, vannes, etc., en y formant un dépôt blanc à brun clair (poudre fine ou cristaux plus grossiers de silicate (SiO2) avec traces de calcium, cuivre, sodium, soufre ou zinc). La croûte adhérant aux surfaces métalliques se forme et peut atteindre rapidement plusieurs millimètres d'épaisseur, endommageant les installations. 

Ces cristaux de silicates peuvent contaminer l'huile d'un moteur et endommager les pistons, têtes de cylindres… 

Ils peuvent aussi endommager l'aube du rotor d'une turbine à gaz, ou encore se déposer sur le gicleur de carburant. In fine, le risque est la dégradation de performance puis la « casse » du moteur, ce pourquoi les motoristes ont régulièrement baissé la teneur en siloxane admissible dans le carburant (10 à 25 mg/m3 puis 5 mg/m3).
Divers types de charbons actifs ont été étudiés et comparés en laboratoire et in situ pour leurs efficacité à épurer le méthane de décharges et de nouveaux procédés d'épuration des gaz de décharge ont émergé tels que la Waga-box ont été récemment (années 2010) mis au point permettant la production d'un biométhane pur à plus de 98 % que l'on peut alors directement valoriser sur place ou injecter dans le réseau gazier. Cet outil, mis au point par une start-up iséroise (Waga-Energie, créée en 2015 à Meylan), combine une filtration sur membrane et une distillation cryogénique ; elle a été testée à Saint-Florentin dans l’Yonne (site Coved) puis à Troyes et à Saint-Maximin dans l’Oise sur deux ISDND qui ont ainsi pu injecter dans le réseau du biométhane pur à plus de 98 %. En 2018, des projets concernent au moins deux autres centres de stockage du Loiret et de Meurthe-et-Moselle.

### Toxicité, écotoxicité
Une toxicité pour les organismes aquatiques et une perte de fertilité ont également été constatées pour ces substances,,.